# Marcelo León
Marcelo León fue un militar y político mexicano. Nació en Cosamaloapan, Veracruz el 7 de febrero de 1846 y murió en Ciudad Juárez, Chihuahua el 29 de diciembre de 1897. Participó en la lucha contra la segunda intervención francesa, ocupó cargos políticos en Veracruz y Chihuahua.

## Familia
Marcelo León se casó con Dolores Uranga, hija de José Ma. Uranga político de Ciudad Juárez, en 1899, de este matrimonio vivían 6 hijos, dos de ellos fueron:
- Luis L. León, (1890-1981) político que ocupó varios cargos entre ellos el de gobernador de Chihuahua, senador y Secretario de Estado.
- María Teresa de Jesús León Uranga, nació el 6 de septiembre de 1888, sus padrinos fueron Manuel Romero Rubio y su esposa Agustina Castello de Romero Rubio.[3]

## Militar
A los 16 años, (alrededor de 1862), estudiaba en el Colegio del Estado. Estudios que abandono al iniciarse la segunda intervención francesa, e inició su carrera militar, como voluntario. Empezó como subteniente en el batallón de la Guardia Nacional del puerto de Veracruz y resultó herido en la Batalla del Conejo. Después de 1864, ya con el grado de Teniente en el Batallón Libres de la Costa participó en la toda la campaña de Acayucan. En 1867, al frente del batallón Libres de la Costa, resistió 106 días el acoso de los franceses y ocupó el Castillo de San Juan de Ulúa, que conservó hasta la llegada del general Pedro Baranda. El 28 de junio se rindió la plaza de Veracruz ante las tropas republicanas y entraron en ella los generales Rafael Benavides, Pedro Baranda, García y Larrañaga. En ese mismo año se le otorgó el grado de Capitán. En carta del 17 de julio de 1872, Matías Romero pide al presidente Benito Juárez, lo ascienda a Comandante de batallón.
En 1876, tenía el grado militar de teniente coronel, que fue el máximo que alcanzó.

## Condecoraciones
Por su desempeño militar, sobre todo por la defensa y ocupación de la plaza de Veracruz y San Juan de Ulúa frente a los franceses, fue condecorado con la Cruz de primera clase otorgada por el Congreso de la Unión y la Medalla honorífica otorgada por el gobierno del estado de Veracruz.

## Político
Después de finalizada la segunda intervención francesa, con apenas 22 años, regresa a Cosamaloapan y desempeña cargos políticos y militares.
En 1872, era Jefe político y militar del cantón de Cosamaloapan. Su antecesor a dicho cargo fue Bernabé Zamesa y su sucesor, Buenaventura Vidal.
En 1876 fue jefe político de Santiago Tuxtla, por designación del gobernador Francisco Landero y Cos este cargo lo ocupó por alrededor de un año. Su antecesor fue José María Espinosa y su sucesor, Joaquín Jiménez.
A la caída del presidente Sebastián Lerdo de Tejada, y pocos días después de la batalla de Tecoac, el 2 de diciembre de 1876, el teniente coronel Marcelo León era el jefe de las fuerzas que componían la sección de operaciones en la Costa de Sotavento, reconoció al nuevo gobierno y entregaba las armas a los nuevos jefes militares.
En 1877, se ve involucrado en problemas políticos y legales que le impiden regresar a Cosamaloapan, incluso le embargaron sus bienes. El propio Porfirio Díaz intercede por él, pidiendo al Gobernador Luis Mier y Terán que lo dejaran regresar y le devolvieran sus bienes. Aunque parece que con poco resultado, el 18 de septiembre, pide a Matías Romero interceda para que ordene la devolución de su bienes.
A finales de 1877, el presidente Porfirio Díaz, en plan reconciliador, lo asignó como comandante del resguardo de la Zona Norte con asiento en el Paso del Norte (Ciudad Juárez). A partir de entonces, con 31 años, se asienta en Paso del Norte donde realiza sus actividades personales, políticas y de negocios, por el resto de su vida.
El puesto de la comandancia lo dejó en 1878, para convertirse en diputado.
Fue diputado en varias ocasiones por casi 20 años. En 1897, al momento de su muerte seguía siendo diputado.
La primera ocasión fue en la IX legislatura (1878-1880), aunque, en 1879, el gobierno de Porfirio Díaz, por medio de la Secretaría de Gobernación, solicitó permiso para ocupar sus servicios, la Cámara Legislativa otorgó el permiso y ese mismo año ocupó el cargo de Administrador de la aduana del Paso del Norte. Este cargo lo ocupó, con algunas interrupciones, por casi 20 años.
También, fue diputado en la X (1880-1882), XI (1882-1884) y XII (1884-1886) legislatura, todas por el 4.º distrito electoral con cabecera en Ciudad Juárez, Chihuahua.
En las legislaturas XIV (1888-1890), XV (1890-1892), XVII (1894-1896), fue diputado por el 3o. distrito electoral del Estado de Guerrero y en la XVIII legislatura(1896-1898), lo fue por el 2o. distrito electoral del mismo estado. Durante esta última legislatura fue que murió.
Al mismo tiempo que se desempeñaba en estos cargos, se involucró en varios negocios que le redituaron muy buenos frutos y lo hicieron dueño de una fortuna.
Algunos asuntos de negocios en los que participó: Marcelo fue parte del grupo, encabezado por el Dr.Mariano Samaniego, que fundó el Banco Minero en Ciudad Juárez. También formó parte de la sociedad mercantil “Compañía del Ferrocarril Urbano y Puente de Paso del Norte”. Hacia 1894 fungió como síndico de la sucursal del banco The El Paso National Bank of Texas, llamada Banco de Juárez, que tenía problemas de capitalización.

## Muerte
El Diccionario de historia, geografía y biografía chihuahuenses señala la fecha de su muerte el 29 de diciembre de 1898 y el libro Biografías de agrónomos, el año 1906. El Diario de debates del Congreso de la Unión aclara, cuando menos el año, en enero de 1898 se reciben condolencias de varios estados de la república por la muerte de Félix Francisco Maceyra y Marcelo León. La muerte de Felix ocurrió el 28 de diciembre de 1897, por lo que la muerte de Marcelo debió ser en fecha cercana, por lo que parece correcta la fecha de 29 de diciembre, solo hay que precisar que el año de su muerte fue: 1897.